# 우표·인지에 관한 죄
우표·인지에 관한 죄(郵票·印紙－罪)는 ( 행사할 목적으로 대한민국 또는 외국의 우표 또는 인지를 위조 또는 변조하는 죄(218조 1항), ( 위조 또는 변조한 대한민국 또는 외국의 우표 또는 인지를 행사하거나 행사할 목적으로 수입 또는 수출하는 죄(218조 2항), ( 행사할 목적으로 위조 또는 변조한 대한민국 또는 외국의 우표 또는 인지를 취득하는 죄(219조), ( 행사할 목표로 대한민국 또는 외국의 우표 또는 인지의 소인(消印)을 무효하게 하는 죄(221조), ( 판매할 목적으로 대한민국 또는 외국의 공채증서·우표 또는 인지에 유사한 물건을 제조·수입 또는 수출하거나 그러한 물건을 판매하는 죄(222조) 등이 있다. 본죄의 보호법익은 우표·인지의 진정에 대한 공공의 신용이다. (·(·(·( 의 미수범(223조) 및 ( 의 예비·음모(224조)도 처벌한다.

## 같이 보기
- 대한민국 형법상 범죄 목록